# Eric Liddell
Eric Henry Liddell (Tianjin, 16 januari 1902 – Weixian, 21 februari 1945) was een Schots atleet en Rugby Union-speler. Hij won voor Groot-Brittannië olympisch goud op de 400 m tijdens de Spelen van 1924, hetgeen een prominente rol speelt in de film Chariots of Fire.

## Biografie

### Geboren in China
Liddell werd geboren in Tianjin in China, waar zijn ouders werkten als zendelingen voor de London Missionary Society. Als zesjarige werd hij naar een school in Londen gestuurd. Op de middelbare school bleek hij een uitmuntend atleet te zijn en kreeg hij al de reputatie de snelste Schotse loper te zijn. Ook zijn oudere broer Rob was een uitstekend atleet.
In 1920 ging Eric Liddell aan de Universiteit van Edinburgh "zuivere wetenschap" studeren. Tijdens zijn studie kwam hij voor het eerst uit voor de Schotse rugbyploeg. Hij deed tweemaal mee aan het vijflandentoernooi. In 1923 liep hij een Brits record op de 100 yd van 9,7 s, dat 35 jaar lang niet gebroken zou worden.

### Olympisch kampioen
De Olympische Spelen van 1924 werden gehouden in Parijs. De voorronde van Liddells sterkste afstand, de 100 m, was gepland voor een zondag. Uit geloofsovertuiging besloot hij van deelname op deze afstand af te zien. Hij trainde daarom intensief op de 400 m en won de finale met ruime voorsprong op de Amerikaan Horatio Fitch in een wereldrecordtijd van 47,6. In de finale van de 200 m liep hij, voor de enige keer in zijn carrière tegen een andere Brit, Harold Abrahams. Liddell werd derde, vlak achter de Amerikanen Jackson Scholz en Charles Paddock; Abrahams finishte als zesde.

### Dominee
Een jaar na de Spelen en zijn afstuderen keerde Liddell terug naar China. Net als zijn ouders werkte hij er als zendeling, eerst in zijn geboortestad en later in Shaochang. Af en toe liep hij er nog een wedstrijd. Hij werkte aanvankelijk voornamelijk als leraar en trainde zijn leerlingen in verschillende sporten. In 1932 werd hij benoemd tot dominee. Hij trouwde twee jaar later met de Canadese Florence Mackenzie. Zij kregen drie dochters.
In 1941 was het leven in China zo gevaarlijk geworden, dat de Britse regering haar landgenoten adviseerde te vertrekken. Florence en de dochters gingen naar Canada, maar Eric Liddell en zijn broer, die arts was, bleven hun werk doen. Twee jaar later werd het gebied waar zij werkten, bezet door de Japanners en werden beiden in een kamp geïnterneerd. In het kamp was een groot gebrek aan voedsel en medicijnen. Liddell stierf in 1945 aan de gevolgen van een hersentumor. Hij werd begraven in het Mausoleum der Martelaren in Shijiazhuang.

### Kampioen ter ere van Liddell
Zesenvijftig jaar na de triomf van Liddell in Parijs won in 1980 in Moskou opnieuw een Schotse atleet goud op de Olympische Spelen, Allan Wells. Toen hem na de race gevraagd werd, of hij de race had gewonnen voor Abrahams, de vorige Britse olympisch kampioen op de 100 m, antwoordde hij: "Nee, deze was voor Eric Liddell."

### Chariots of Fire
De successen van Liddell en Abrahams werden verfilmd in Chariots of Fire. Deze film won in 1981 de Oscar voor beste speelfilm. In de film komt een onjuistheid voor met betrekking tot Liddells besluit in Parijs de 100 m niet te lopen. Er komt een scène in voor waarin Liddell pas op de boot naar Frankrijk hoort dat de finale op een zondag gelopen zal worden. In werkelijkheid ging het om een voorronde en was het programma al maanden bekend, zodat Liddell bijtijds zijn training op de 400 m kon afstemmen. De rol van Liddell wordt in de film vertolkt door Ian Charleson.

## Titels
- Olympisch kampioen 400 m - 1924
- Brits kampioen 100 yd - 1923
- Brits kampioen 220 yd - 1923
- Brits kampioen 440 yd - 1924
- Schots kampioen 100 yd - 1921, 1922, 1923, 1924, 1925
- Schots kampioen 220 yd - 1921, 1922, 1923, 1924, 1925
- Schots kampioen 440 yd - 1924, 1925

## Persoonlijke records
| Onderdeel | Prestatie            | Datum                       | Plaats   |
| --------- | -------------------- | --------------------------- | -------- |
| 100 yd    | 9,7 s (ex-nat. rec.) | 1923                        | Londen   |
| 220 yd    | 21,6 s               | 1923                        | Londen   |
| 400 m     | 47,6 s               | 11 juli 1924 (ex-WR; ex-OR) | Colombes |

## Palmares

### 100 yd
- 1923:  AAA-kamp. - 9,7 s (nat. rec.)

### 200 m
- 1924:  OS - 21,9 s

### 220 yd
- 1923:  AAA-kamp. - 21,6 s

### 400 m
- 1924:  OS - 47,6 s (WR)

### 440 yd
- 1924:  AAA-kamp. - 49,6 s